# Fujivara no Korečika
Fujivara no Korečika, japonski plemič, * 974, † 14. februar 1010.